# Sorrento Calcio 2012-2013
Questa pagina raccoglie le informazioni riguardanti il Sorrento Calcio nelle competizioni ufficiali della stagione 2012-2013.

## Rosa
| N. |                   | Ruolo | Calciatore             |
| -- | ----------------- | ----- | ---------------------- |
|    | Italia (bandiera) | C     | Dario Salvatore Arcuri |
|    | Italia (bandiera) | D     | Dario Balzano          |
|    | Italia (bandiera) | C     | Nicola Beati           |
|    | Italia (bandiera) | A     | Vittorio Bernardo      |
|    | Italia (bandiera) | D     | Simone Bonomi          |
|    | Italia (bandiera) | A     | Alessandro Cesarini    |
|    | Italia (bandiera) | D     | Marco Ciampi           |
|    | Italia (bandiera) | C     | Claudio Corsetti       |
|    | Italia (bandiera) | C     | Alessandro Di Dio      |
|    | Italia (bandiera) | D     | Francesco Di Nunzio    |
|    | Italia (bandiera) | C     | Alessio Esposito       |
|    | Italia (bandiera) | C     | Roberto Esposito       |
|    | Italia (bandiera) | C     | Gennaro Ferrara        |
|    | Italia (bandiera) | P     | Valerio Frasca         |
|    | Italia (bandiera) | C     | Marco Fusar Bassini    |

| N. |                    | Ruolo | Calciatore            |
| -- | ------------------ | ----- | --------------------- |
|    | Italia (bandiera)  | C     | Roberto Guitto        |
|    | Italia (bandiera)  | A     | Giuseppe Iuliano      |
|    | Italia (bandiera)  | A     | Axel Konan            |
|    | Croazia (bandiera) | D     | Petar Kostadinovic    |
|    | Italia (bandiera)  | A     | Riccardo Musetti      |
|    | Italia (bandiera)  | D     | Gianluca Nocentini    |
|    | Italia (bandiera)  | P     | Giuseppe Polizzi      |
|    | Italia (bandiera)  | P     | Generoso Rossi        |
|    | Italia (bandiera)  | C     | Stefano Salvi         |
|    | Italia (bandiera)  | A     | Andrea Schenetti      |
|    | Italia (bandiera)  | D     | Vittorio Terminillo   |
|    | Italia (bandiera)  | A     | Emiliano Tortolano    |
|    | Italia (bandiera)  | C     | Paolo Zanetti         |
|    | Angola (bandiera)  | A     | Givestin N'Suki Zantu |